# 24 익스포저
《24 익스포저》(24 Exposures)는 미국에서 제작된 조 스완버그 감독의 2013년 에로틱 범죄, 스릴러 영화이다. 애덤 윈가드 등이 주연으로 출연하였다.

## 출연

### 주연
- 애덤 윈가드
- 사이몬 바렛
- 헬렌 로저스

### 조연
- 소피아 타칼
- 마이크 브런